# 奧農達加縣 (紐約州)
奧農達加縣（英語：Onondaga County）是美国纽约州中西部的一個縣，面積2,087平方公里。根據2020年美國人口普查，共有人口476,516人。縣治雪城。該縣成立於1794年。縣名以易洛魁聯盟成員之一的奧農達加人命名。